# 科尔内利娅·波利特
科尔内利娅·波利特（德語：Cornelia Polit，1963年2月18日—），德国女子游泳运动员。她曾代表东德参加1980年夏季奥林匹克运动会游泳比赛，获得女子200米仰泳银牌。